# Wielki Arcykapłan

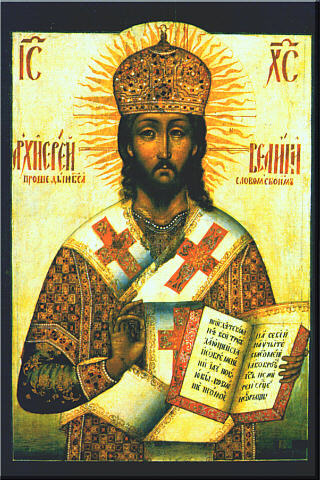
Spas Архиерей Великий, XVII w.

Wielki Arcykapłan (ros. Великий Архиерей) – przedstawienie Chrystusa oparte na starotestamentowym proroctwie (Tyś Kapłanem na wieki na wzór Melchizedeka, Ps 110,4) – skomentowane później w Liście do Hebrajczyków (Hbr 5,6), ukazujące Chrystusa w kapłańskiej odzieży. Ten temat występuje w ikonografii zarówno osobno jak i w połączeniu z innymi symbolicznymi wyobrażeniami jako Król Królów.